# Gonia distincta
Gonia distincta là một loài ruồi trong họ Tachinidae.